# Võnnu (Haapsalu)
Koordinaten: 58° 54′ N, 23° 42′ O
Võnnu (deutsch Wenden) ist ein Dorf (estnisch küla) in der Stadtgemeinde Haapsalu (bis 2017: Landgemeinde Ridala) im Kreis Lääne in Estland.

## Einwohnerschaft und Lage
Der Ort hat 23 Einwohner (Stand 31. Dezember 2011). Er liegt neun Kilometer südöstlich der Kernstadt Haapsalu.

## Rittergut
Das Rittergut von Võnnu wurde erstmals 1341 urkundlich erwähnt. Bis ins 16. Jahrhundert stand es im Eigentum der adligen Familie Tittfer. Für das Jahr 1505 ist der Hof Wenden urkundlich belegt. 1867 wurden die Güter von Jõesse und Võnnu vereinigt. Letzter Privateigentümer vor der Enteignung im Zuge der estnischen Landreform 1919 war die adlige deutschbaltische Familie Ungern-Sternberg.
Das ursprünglich eingeschossige Herrenhaus entstand wahrscheinlich in der zweiten Hälfte des 18. Jahrhunderts. Es war im Stil des Spätbarock gehalten. In der ersten Hälfte des 19. Jahrhunderts wurde ein Teil zweigeschossig ausgebaut. Heute stehen von dem großen Gebäude nur noch Ruinen in einer dichtbewachsenen Landschaft.